# Atropatész
Atropátész (óperzsa nyelven: Ātr̥pāta, középperzsanyelven: Ātūrpāt; ógörögül: Ἀτροπάτης Atropátēs; Kr.e. 370 körül – Kr.e. 321 után) ókori perzsa nemes, a róla elnevezett Média Atropaténé államalakulat és dinasztia alapítója. Diodorus Atrápēsként (Ἀτράπης) említi, míg Quintus Curtius tévesen Arsacesnek nevezi.

## Élete
Atropátész az Akhemenida Birodalom vége felé Média Achaemenida tartományának kormányzója (satrapája) volt.  A Dárius és Nagy Sándor között lezajlott döntő gaugamélai csatában (i.e. 331. októbere) Atropatész Média és Sakastán akhemenida csapatait irányította.
Atropátészt Nagy Sándor halála után, Babilon felosztásakor (Kr. e. 323), Média hellenisztikus satrapájának választották.
A csatában elszenvedett vereségét követően Dárius a médek akkori fővárosba, Ecbatanába menekült, ahol Atropatész vendégszeretettel fogadta. Dárius megpróbált új hadsereget felállítani, de i.e. 330 júniusában mégis kénytelen volt elmenekülni Ecbatanából. Dárius halála után egy hónappal, Bessus keze által, Atropatész megadta magát Nagy Sándornak, aki kezdetben Oxydatest választotta Média satrapájának. Azonban két évvel később, i.e. 328-327-ben elvesztette bizalmát Oxydates hűségében, és Atropatészt visszahelyezte régi pozíciójába, aki 325-324-ben Baryaxest, a régió egyik keresett lázadóját elfogta és feladta Nagy Sándornak, míg az utóbbi Pasargade-ban volt. Nagy Sándor ezért oly nagyra becsülte a kormányzót, hogy ezután nem sokkal Atropátész lányát feleségül is vette a híres Szúzai menyegzőn, i.e. 324 februárjában.
Nagy Sándor nyolc hónappal később, i.e. 323. június 10-én meghalt, halála után Atropatész új vejét, Perdikást nevezték ki III. Fülöp Nagy Sándor féltestvére, régensének. 
Médiát, "Babilon felosztását" követően i.e. 323-ban két részre osztották: a délkeleti nagyobb részt Peithon, Perdiccas hadvezére irányította, míg egy kisebb részt északnyugaton az Araksz folyó medencéje körüli területet Atropatész kapta. Később, Nagy Sándor halála után Atropatész megtagadta a hűséget Nagy Sándor tábornokai a diadochok iránt, és Média részét független királysággá tette, míg vejét, Perdikást végül Peithon gyilkolta meg i.e. 320 nyarán.